# José Antonio Tellería Beltrán
José Antonio Tellería Beltrán (Ciudad de México; 27 de noviembre de 1963 - Pachuca de Soto, Hidalgo; 8 de julio de 2008) fue un político mexicano, miembro del Partido Acción Nacional. Ocupó los cargos de Diputado del Congreso al Hidalgo y Presidente Municipal de Pachuca de Soto. Destaca por haber sido el primer Presidente Municipal de oposición de la Ciudad de Pachuca.